# San Mateo (Boyacá)
San Mateo es un municipio de Boyacá, Colombia. Se halla ubicado en la ladera occidental de la cordillera oriental, en el extremo noreste del Departamento de Boyacá. Pertenece a la provincia del Norte.
El municipio se encuentra a una altitud de 2240 m s. n. m., con una temperatura media de 18 °C. 
Se caracteriza por presentar dos zonas con diferentes elevaciones y grados de transformación del paisaje: una de estas zonas, a orillas del río Chicamocha, es cálida y baja predominando la vegetación típica de bosque seco premontano; en la otra, una zona de páramo, predomina la vegetación típica de bosque de robledal. Esta configuración geológica hace que en la región se presenten variados microclimas y paisajes.
Dista de Tunja, capital del departamento 208 km. Tiene una extensión de 132 km². Limita por el oriente con el municipio de Guacamayas, Panqueba y El Cocuy, por el occidente con Boavita, por el norte con Guacamayas y el departamento de Santander y por el sur con el municipio de La Uvita.

## Toponimia

##### Origen lingüístico[3]
- Familia lingüística:
- Lengua:

##### Significado
San es una expresión que proviene de la voz latina sanctus, que nombra lo sagrado, variación de sancio “inviolable”. Sanctus es una modificación del vocablo sak que genera los sentidos de “honrar, reverenciar, respetar, estimar, venerar, glorificar, hacer inviolable algo por un acto religioso, establecer de una manera inmutable, ordenar, decretar, sancionar”. Es una expresión que antiguamente nombró la acción de teñir con sangre de sacrificio a quienes purificaban sus pecados; esta práctica era llamada santi-santos”
El nombre mateo proviene del griego Mathaios y este se origina en el vocablo arameo mattai, que significa “don de yah”, “el dios de Yahvéh".

## Historia

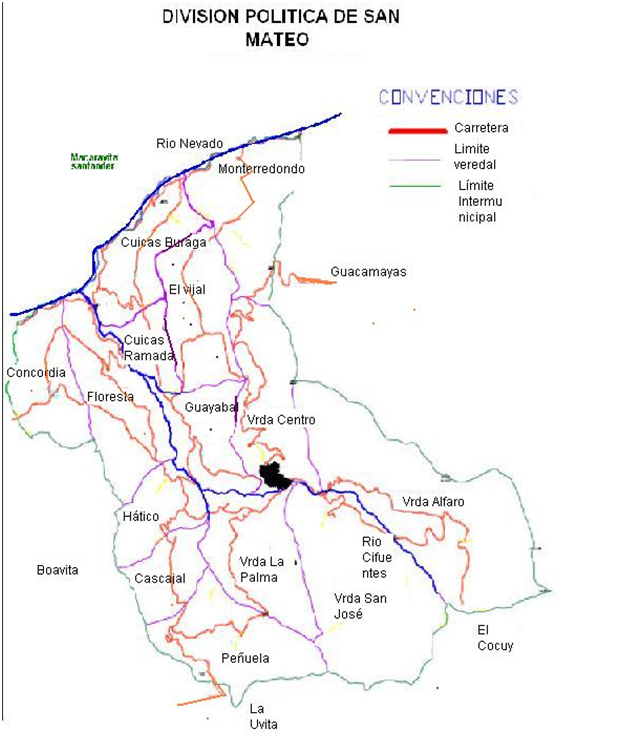
Croquis del municipio.

Hacia 1773 los territorios de La Uvita y San Mateo pertenecieron a la parroquia de Boavita sin embargo por problemas raciales se separó para dar origen a lo que hoy es San Mateo.
El virrey del nuevo reino de granada Manuel de Gurior aprobó la providencia de fundación del municipio en 1773 que en su inicio se llamó La Capilla pero, debido a que existía un pueblo con este nombre, se denominó San Mateo en homenaje al lugar donde murió el Capitán de Villa de Leyva, Antonio Ricaurte héroe de San Mateo.

## Economía
Agricultura:
- maíz (20 ha),
- tabaco (60 ha),
- trigo (41 ha),
- caña de azúcar (40 ha).

## Sitios de interés
- Vereda San José
- El Chapetón, en desembocadura del río San Mateo
- Parque Principal
- Parroquia Nuestra Señora de Chiquinquirá
- Banco Agrario
- Escuela Normal Superior
- La Veracruz
- La Alcaparrosa